# 冠蕊木
冠蕊木（学名：Stephanandra incisa）为薔薇科冠蕊木屬下的一个种。